# Triathlon d'Ishigaki
Le Triathlon d'Ishigaki est une course qui se déroule à Ishigaki, au Japon. Il a lieu tous les ans depuis 1996.
Organisé par l'ITU, ce triathlon est un événement majeur dans le calendrier international du fait de son label « World Cup ».

## Palmarès

### Masculin
| Épreuves | Or                                           | Argent                                    | Bronze                                       |
| -------- | -------------------------------------------- | ----------------------------------------- | -------------------------------------------- |
| 2013     | Ryan Fisher (AUS) 1 h 52 min 46 s            | Bryan Keane (IRL) 1 h 53 min 50 s         | Dan Wilson (AUS) 1 h 54 min 02 s             |
| 2012     | David Hauss (FRA) 1 h 50 min 06 s            | Davide Uccellari (ITA) 1 h 50 min 10 s    | Gonzalo Raul Tellechea (ARG) 1 h 50 min 19 s |
| 2011     | Hunter Kemper (USA) 1 h 50 min 32 s          | Artem Parienko (RUS) 1 h 50 min 47 s      | Marek Jaskolka (POL) 1 h 50 min 49 s         |
| 2010     | Valentin Meshcheryakov (KAZ) 1 h 54 min 02 s | Yuichi Hosoda (JPN) 1 h 54 min 07 s       | Ryosuke Yamamoto (JPN) 1 h 54 min 19 s       |
| 2009     | Courtney Atkinson (AUS) 1 h 48 min 24 s      | Ivan Vasiliev (RUS) 1 h 49 min 01 s       | Denis Vasiliev (RUS) 1 h 49 min 22 s         |
| 2008     | Simon Whitfield (CAN) 1 h 51 min 12 s        | Rasmus Henning (DEN) 1 h 51 min 22 s      | Ivan Vasiliev (RUS) 1 h 51 min 32 s          |
| 2007     | Courtney Atkinson (AUS) 1 h 53 min 27 s      | Bevan Docherty (NZL) 1 h 54 min 13 s      | Kris Gemmell (NZL) 1 h 54 min 26 s           |
| 2006     | Courtney Atkinson (AUS) 1 h 48 min 03 s      | Hunter Kemper (USA) 1 h 48 min 04 s       | Andy Potts (USA) 1 h 48 min 11 s             |
| 2005     | Courtney Atkinson (AUS) 1 h 47 min 08 s      | Hunter Kemper (USA) 1 h 47 min 15 s       | Victor Plata (USA) 1 h 47 min 24 s           |
| 2004     | Bevan Docherty (NZL) 1 h 48 min 32 s         | Dmitriy Gaag (KAZ) 1 h 48 min 51 s        | Paul Amey (GBR) 1 h 49 min 09 s              |
| 2003     | Greg Bennett (USA) 1 h 48 min 36 s           | Chris Hill (AUS) 1 h 49 min 01 s          | Rasmus Henning (DEN) 1 h 49 min 21 s         |
| 2002     | Peter Robertson (AUS) 1 h 49 min 22 s        | Ivan Rana (ESP) 1 h 49 min 44 s           | Kris Gemmell (NZL) 1 h 49 min 55 s           |
| 2001     | Ivan Rana (ESP) 1 h 46 min 17 s              | Craig Watson (NZL) 1 h 46 min 19 s        | Hamish Carter (NZL) 1 h 46 min 35 s          |
| 2000     | Courtney Atkinson (AUS) 1 h 48 min 06 s      | Johannes Enzenhofer (AUT) 1 h 48 min 14 s | Takumi Obara (JPN) 1 h 48 min 17 s           |
| 1999     | Greg Welch (AUS) 1 h 46 min 56 s             | Greg Bennett (USA) 1 h 47 min 08 s        | Andrew Johns (GBR) 1 h 47 min 30 s           |
| 1998     | Greg Welch (AUS) 1 h 50 min 57 s             | Jamie Hunt (NZL) 1 h 51 min 00 s          | Chris Hill (AUS) 1 h 51 min 13 s             |
| 1997     | Chris McCormack (AUS) 1 h 48 min 12 s        | Miles Stewart (AUS) 1 h 48 min 31 s       | Jamie Hunt (NZL) 1 h 48 min 37 s             |
| 1996     | Miles Stewart (AUS) 1 h 50 min 28 s          | Alexandre Manzan (BRA) 1 h 50 min 41 s    | Leandro Macedo (BRA) 1 h 51 min 10 s         |

### Féminin
| Épreuves | Or                                         | Argent                                  | Bronze                                  |
| -------- | ------------------------------------------ | --------------------------------------- | --------------------------------------- |
| 2013     | Ai Ueda (JPN) 2 h 05 min 47 s              | Yuka Sato (JPN) 2 h 06 min 23 s         | Juri Ide (JPN) 2 h 06 min 52 s          |
| 2012     | Kathy Tremblay (CAN) 2 h 05 min 38 s       | Aileen Reid (IRL) 2 h 05 min 58 s       | Sarah-Anne Brault (CAN) 2 h 06 min 03 s |
| 2011     | Barbara Riveros Diaz (CHI) 2 h 01 min 57 s | Aileen Reid (IRL) 2 h 02 min 19 s       | Kiyomi Niwata (JPN) 2 h 02 min 34 s     |
| 2010     | Kiyomi Niwata (JPN) 2 h 07 min 21 s        | Liz Blatchford (GBR) 2 h 07 min 32 s    | Tomoko Sakimoto (JPN) 2 h 08 min 11 s   |
| 2009     | Juri Ide (JPN) 2 h 03 min 32 s             | Kathy Tremblay (CAN) 2 h 03 min 37 s    | Kiyomi Niwata (JPN) 2 h 03 min 54 s     |
| 2008     | Emma Snowsill (AUS) 2 h 03 min 10 s        | Erin Densham (AUS) 2 h 03 min 40 s      | Hollie Avil (GBR) 2 h 05 min 24 s       |
| 2007     | Vanessa Fernandes (POR) 2 h 04 min 16 s    | Emma Snowsill (AUS) 2 h 04 min 34 s     | Debbie Tanner (NZL) 2 h 04 min 51 s     |
| 2006     | Debbie Tanner (NZL) 1 h 58 min 34 s        | Michelle Dillon (GBR) 1 h 58 min 36 s   | Samantha Warriner (NZL) 1 h 58 min 50 s |
| 2005     | Samantha Warriner (NZL) 2 h 00 min 39 s    | Kiyomi Niwata (JPN) 2 h 00 min 59 s     | Akiko Sekine (JPN) 2 h 01 min 31 s      |
| 2004     | Maxine Seear (AUS) 2 h 00 min 25 s         | Michelle Dillon (GBR) 2 h 00 min 36 s   | Kiyomi Niwata (JPN) 2 h 01 min 16 s     |
| 2003     | Barbara Lindquist (USA) 2 h 01 min 36 s    | Beatrice Lanza (ITA) 2 h 01 min 47 s    | Michelle Dillon (GBR) 2 h 02 min 29 s   |
| 2002     | Barbara Lindquist (USA) 1 h 56 min 53 s    | Loretta Harrop (AUS) 1 h 57 min 29 s    | Nicole Hackett (AUS) 1 h 58 min 29 s    |
| 2001     | Loretta Harrop (AUS) 1 h 56 min 45 s       | Barbara Lindquist (USA) 1 h 56 min 47 s | Siri Lindley (USA) 1 h 58 min 15 s      |
| 2000     | Rina Hill (AUS) 2 h 01 min 40 s            | Haruna Hosoya (JPN) 2 h 02 min 25 s     | Akiko Hirao (JPN) 2 h 02 min 28 s       |
| 1999     | Loretta Harrop (AUS) 1 h 59 min 45 s       | Nicole Hackett (AUS) 2 h 00 min 07 s    | Barbara Lindquist (USA) 2 h 00 min 16 s |
| 1998     | Emma Carney (AUS) 2 h 03 min 24 s          | Jackie Gallagher (AUS) 2 h 05 min 05 s  | Michellie Jones (AUS) 2 h 05 min 48 s   |
| 1997     | Emma Carney (AUS) 2 h 02 min 05 s          | Rina Hill (AUS) 2 h 03 min 10 s         | Jackie Gallagher (AUS) 2 h 04 min 12 s  |
| 1996     | Emma Carney (AUS) 2 h 01 min 00 s          | Jackie Gallagher (AUS) 2 h 03 min 39 s  | Rina Hill (AUS) 2 h 05 min 17 s         |